# François Hugues
Pour les articles homonymes, voir Hugues.
François Hugues, né le 13 août 1896 à Paris 14e (Seine) et mort le 15 décembre 1965 à Levallois-Perret,, est un joueur et un entraîneur de football français. International entre 1919 et 1927, il honore vingt-quatre sélections avec l'équipe de France, et s'impose comme l'un des meilleurs milieux de terrain français de son époque. En club, Hugues, qui évolue pendant de longues années au Red Star, remporte par deux fois la Coupe de France.

## Biographie
Né à Paris, François Hugues réalise l'essentiel de sa carrière de footballeur dans la capitale. Dans sa jeunesse, il pratique le football à Montmartre, avec l'US de l'Est, mais aussi avec l'US Auteuil. En 1913, il rejoint le Red Star, club dans lequel il reste durant treize saisons, et avec lequel il obtient ses principaux faits de gloire.

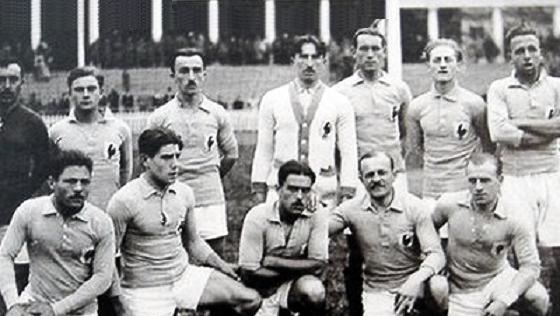
L'équipe de France aux JO 1920.

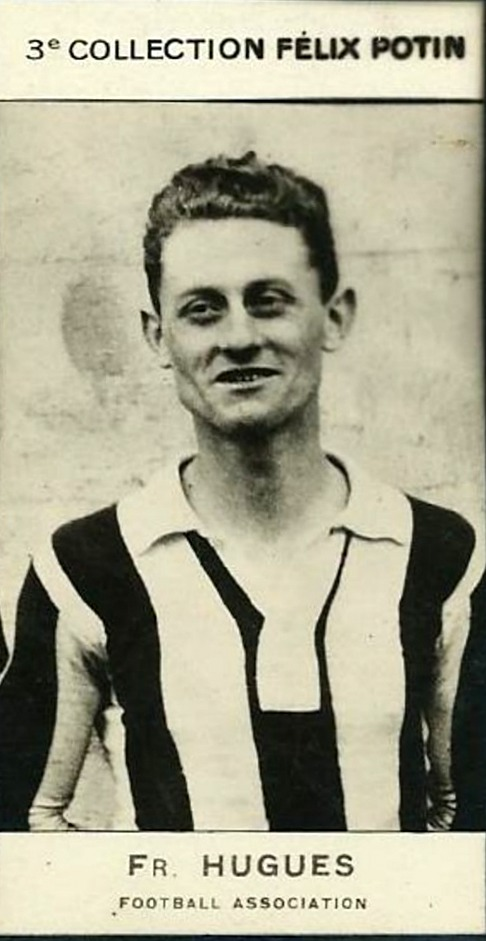
droit

À 22 ans, le 9 mars 1919, Hugues débute en équipe de France, pour un match amical contre la Belgique à Bruxelles. Il devient par la suite un titulaire régulier chez les Bleus, étant sélectionné à vingt-quatre reprises entre 1919 et 1927. Sous le maillot tricolore, il dispute notamment les Jeux olympiques d'Anvers en 1920 (demi-finaliste) et participe à la victoire historique obtenue en 1921 face à l'Angleterre (2-1). À trois reprises, il est désigné capitaine de l'équipe, mais les trois rencontres se soldent par autant de défaites.
Doté de grandes qualités physiques et mentales, ainsi que d'un excellent jeu de tête, Hugues remporte une première fois la Coupe de France avec le Red Star, en 1921 face à l'Olympique de Paris (2-1). Quelques semaines plus tard, il quitte Paris pour la province en rejoignant le Stade rennais UC. Il s'y installe rapidement parmi les meilleurs joueurs de l'équipe, prend le brassard de capitaine, et devient le premier joueur portant les couleurs rennaises à être sélectionné en équipe de France. Avec lui, le Stade rennais atteint pour la première fois la finale de la Coupe de France, mais Hugues est battu par ses anciens coéquipiers du Red Star (0-2). À l'issue de la rencontre, effondré, Hugues est cependant porté en triomphe par quelques spectateurs en guise de félicitations pour son excellente partie.
La parenthèse rennaise reste de courte durée puisque Hugues retourne au Red Star pour la saison suivante. Bien lui en prend puisque le club parisien gagne alors sa troisième Coupe de France consécutive, l'emportant cette fois devant le FC Cette (4-2). Après quatre autres saisons sous le maillot audonien, Hugues retourne en province en 1927, rejoignant le FC Lyon. Il y reste jusqu'aux débuts du club lyonnais dans l'ère professionnelle en 1933,. Âgé de trente-sept ans, il termine sa carrière à l'US Suisse de Paris et à Suresnes.
Après sa retraite de joueur, François Hugues embrasse la carrière d'entraîneur, exerçant notamment au SC Bel-Abbès dans les années 1950.

## Style de jeu
François Hugues évolue au poste de demi-centre dans une organisation de jeu comptant deux arrières, trois demis et cinq avants. Cela fait de lui le stratège de son équipe, évoluant au cœur du jeu. Malgré sa taille moyenne et un physique plutôt sec, il possède de grandes capacités athlétiques qui lui permettent d'être un gros travailleur sur le terrain. François Hugues n'est pas le meilleur technicien de son équipe, mais il compense ses limites par un jeu de tête précis et de grosses qualités mentales.

## Statistiques et palmarès

### Palmarès
- Coupe de France :
  - Vainqueur en 1921 et 1923 avec le Red Star.
  - Finaliste en 1922 avec le Stade rennais.
- 24 sélections en équipe de France, 1 but.

### Statistiques

#### Sélections internationales
Le tableau ci-dessous liste les vingt-quatre matchs disputés par François Hugues avec l'équipe de France de football.
| No | Date             | Lieu                                                 | Adversaire                      | Résultat | Compétition     |
| -- | ---------------- | ---------------------------------------------------- | ------------------------------- | -------- | --------------- |
| 1  | 9 mars 1919      | Stade du Vivier d'Oie, Uccle, Belgique               | Belgique                        | 2-2      | Amical          |
| 2  | 29 février 1920  | Stade des Charmilles, Genève, Suisse                 | Suisse                          | 2-0      | Amical          |
| 3  | 28 mars 1920     | Parc des Princes, Paris, France                      | Belgique                        | 2-1      | Amical          |
| 4  | 5 avril 1920     | Stade des Bruyères, Le Petit-Quevilly, France        | Angleterre (amateurs)           | 0-5      | Amical          |
| 5  | 29 août 1920     | Stade olympique, Anvers, Belgique                    | Italie                          | 3-1      | Jeux olympiques |
| 6  | 31 août 1920     | Stade olympique, Anvers, Belgique                    | Tchécoslovaquie                 | 1-4      | Jeux olympiques |
| 7  | 8 février 1921   | Parc des Princes, Paris, France                      | République d'Irlande (amateurs) | 1-2      | Amical          |
| 8  | 20 février 1921  | Stade de l'Huveaune, Marseille, France               | Italie                          | 1-2      | Amical          |
| 9  | 6 mars 1921      | Stade du Parc Duden, Forest, Belgique                | Belgique                        | 1-3      | Amical          |
| 10 | 5 mai 1921       | Stade Pershing, Paris, France                        | Angleterre (amateurs)           | 2-1      | Amical          |
| 11 | 15 janvier 1922  | Stade de Colombes, Colombes, France                  | Belgique                        | 2-1      | Amical          |
| 12 | 30 avril 1922    | Stade Sainte-Germaine, Le Bouscat, France            | Espagne                         | 0-4      | Amical          |
| 13 | 28 janvier 1923  | Stade d'Atocha, Saint-Sébastien, Espagne             | Espagne                         | 0-3      | Amical          |
| 14 | 25 février 1923  | Stade du Parc Duden, Forest, Belgique                | Belgique                        | 1-4      | Amical          |
| 15 | 2 avril 1923     | Sportpark, Amsterdam, Pays-Bas                       | Pays-Bas                        | 1-8      | Amical          |
| 16 | 22 avril 1923    | Stade Pershing, Paris, France                        | Suisse                          | 2-2      | Amical          |
| 17 | 10 mai 1923      | Stade Pershing, Paris, France                        | Angleterre                      | 1-4      | Amical          |
| 18 | 28 octobre 1923  | Parc des Princes, Paris, France                      | Norvège                         | 0-2      | Amical          |
| 19 | 23 mars 1924     | Stade des Charmilles, Genève, Suisse                 | Suisse                          | 0-3      | Amical          |
| 20 | 11 novembre 1924 | Stade du Daring Club, Molenbeek-Saint-Jean, Belgique | Belgique                        | 0-3      | Amical          |
| 21 | 19 avril 1925    | Stade Pershing, Paris, France                        | Autriche                        | 0-4      | Amical          |
| 22 | 21 mai 1925      | Stade olympique, Colombes, France                    | Angleterre                      | 2-3      | Amical          |
| 23 | 24 avril 1927    | Stade olympique, Colombes, France                    | Italie                          | 3-3      | Amical          |
| 24 | 26 mai 1927      | Stade olympique, Colombes, France                    | Angleterre                      | 0-6      | Amical          |

#### But international
| No | Date           | Lieu                            | Adversaire                      | Résultat | Compétition |
| -- | -------------- | ------------------------------- | ------------------------------- | -------- | ----------- |
| 1  | 8 février 1921 | Parc des Princes, Paris, France | République d'Irlande (amateurs) | 1-2      | Amical      |